# Anacampseros vespertina
Anacampseros vespertina är en tvåhjärtbladig växtart som beskrevs av Mats Thulin. Anacampseros vespertina ingår i släktet Anacampseros och familjen Anacampserotaceae. Inga underarter finns listade i Catalogue of Life.